# Voleibol nos Jogos Olímpicos de Verão de 1984 - Masculino
O torneio masculino de voleibol nos Jogos Olímpicos de Verão de 1984 foi realizado na Long Beach Arena, Los Angeles, entre 29 de julho e 11 de agosto e organizado pela Federação Internacional de Voleibol (FIVB) em conjunto com o Comitê Olímpico Internacional (COI).

## Medalhistas
Os Estados Unidos foram campeões olímpicos de voleibol, derrotando o Brasil na final. A Itália ganhou o bronze frente ao Canadá.
|  | USA Estados Unidos |  | BRA Brasil |  | ITA Itália |
|  | Dusty Dvorak Dave Saunders Steve Salmons Paul Sunderland Rich Duwelius Steve Timmons Craig Buck Marc Waldie Chris Marlowe Aldis Berzins Pat Powers Karch Kiraly |  | Bernardo Rezende Xandó de Oliveira Neto Antônio Carlos Ribeiro José Montanaro Rui Nascimento Renan Dal Zotto William Silva Amauri Ribeiro Marcus Vinícius Freire Domingos Lampariello Bernard Rajzman Fernando Ávila |  | Marco Negri Pier Paolo Lucchetta Giancarlo Dametto Franco Bertoli Francesco Dall'Olio Piero Rebaudengo Giovanni Errichiello Guido De Luigi Fabio Vullo Giovanni Lanfranco Paolo Vecchi Andrea Lucchetta |

## Qualificação
| Torneio de qualificação          | Data                                 | Sede         | Vagas | Qualificados              |  |
| -------------------------------- | ------------------------------------ | ------------ | ----- | ------------------------- |  |
| País-sede                        | 18 de maio de 1978                   | Atenas       | 1     | Estados Unidos            |  |
| Jogos Olímpicos de 1980          | 20 de julho–1 de agosto de 1980      | Moscou       | 1     | União Soviética1 · China  |  |
| Copa do Mundo de 1981            | 19–28 de novembro de 1981            | Japão        | 1     | Cuba1 · Tunísia           |  |
| Campeonato Mundial de 1982       | 1–15 de outubro de 1982              | Argentina    | 1     | Brasil                    |  |
| Campeonato Africano de 1983      | Dezembro de 1983                     | Port Said    | 1     | Egito                     |  |
| Campeonato Asiático de 1983      | 23 de novembro–1 de dezembro de 1983 | Fukuoka      | 1     | Japão                     |  |
| Campeonato Europeu de 1983       | 17–25 de setembro de 1983            | França       | 1     | Polônia1 · Itália         |  |
| Campeonato da NORCECA de 1983    | 13–17 de julho de 1983               | Indianapolis | 1     | Canadá                    |  |
| Campeonato Sul-americano de 1983 | 27–31 de julho de 1983               | São Paulo    | 1     | Argentina                 |  |
| Repescagem Mundial               | 4–8 de janeiro de 1984               | Bulgária     | 1     | Bulgária1 · Coreia do Sul |  |
| Total                            |                                      |              | 10    |                           |  |

↑1  União Soviética, Cuba, Polônia e Bulgária retiraram-se por causa do boicote liderado pelos soviéticos e foram substituídos por China, Tunísia, Itália e Coréia do Sul, respectivamente.

## Composição dos grupos
| Grupo A                    | Grupo B |
| -------------------------- | ------- |
| Estados Unidos (País-sede) | Canadá  |
| Argentina                  | China   |
| Brasil                     | Egito   |
| Coreia do Sul              | Itália  |
| Tunísia                    | Japão   |

## Fase de grupos
Na fase de grupos, as seleções jogaram entre si repartidas em dois grupos de seis equipas cada. Os dois melhores apuraram-se para as semifinais.
- Placar de 3–0 ou 3–1: 3 pontos para o vencedor, nenhum para o perdedor;
- Placar de 3–2: 2 pontos para o vencedor, 1 para o perdedor.

### Grupo A
|  | Equipes classificadas para as semifinais |

|     |                |     | Jogos | Jogos | Jogos | Resultados | Resultados | Resultados | Resultados | Resultados | Resultados | Sets | Sets | Sets  | Pontos | Pontos | Pontos |
| Pos | Equipe         | Pts | T     | V     | D     | 3–0        | 3–1        | 3–2        | 2–3        | 1–3        | 0–3        | V    | P    | R     | V      | P      | R      |
| --- | -------------- | --- | ----- | ----- | ----- | ---------- | ---------- | ---------- | ---------- | ---------- | ---------- | ---- | ---- | ----- | ------ | ------ | ------ |
| 1   | Brasil         | 9   | 4     | 3     | 1     | 2          | 1          | 0          | 0          | 1          | 0          | 10   | 4    | 2.500 | 191    | 144    | 1.326  |
| 2   | Estados Unidos | 9   | 4     | 3     | 1     | 2          | 1          | 0          | 0          | 0          | 1          | 9    | 4    | 2.250 | 168    | 117    | 1.436  |
| 3   | Coreia do Sul  | 8   | 4     | 3     | 1     | 1          | 1          | 1          | 0          | 0          | 1          | 9    | 6    | 1.500 | 203    | 162    | 1.253  |
| 4   | Argentina      | 4   | 4     | 1     | 3     | 1          | 0          | 0          | 1          | 2          | 0          | 7    | 9    | 0.778 | 184    | 207    | 0.889  |
| 5   | Tunísia        | 0   | 4     | 0     | 4     | 0          | 0          | 0          | 0          | 0          | 4          | 0    | 12   | 0,000 | 64     | 180    | 0.356  |

Ordenamento da classificação: 1) Número de vitórias; 2) Pontos; 3) Razão de sets; 4) Razão de pontos; 5) Confronto direto.
- 29 de julho

|                |     |           |                      |  |
| Coreia do Sul  | 3-0 | Tunísia   | 15-7 15-7 15-7       |  |
| Estados Unidos | 3-1 | Argentina | 15-6 15-7 10-15 15-8 |  |

- 31 de julho

|                |     |           |                       |  |
| Brasil         | 3-1 | Argentina | 15-8 15-8 16-18 15-13 |  |
| Estados Unidos | 3-0 | Tunísia   | 15-3 15-2 15-3        |  |

- 2 de agosto

|                |     |               |                 |  |
| Brasil         | 3-0 | Tunísia       | 15-5 15-9 15-2  |  |
| Estados Unidos | 3-0 | Coreia do Sul | 15-13 15-9 15-6 |  |

- 4 de agosto

|               |     |         |                       |  |
| Argentina     | 3-0 | Tunísia | 15-9 15-7 15-3        |  |
| Coreia do Sul | 3-1 | Brasil  | 15-4 15-13 13-15 15-8 |  |

- 6 de agosto

|               |     |                |                             |  |
| Coreia do Sul | 3-2 | Argentina      | 15-6 14-16 13-15 15-7 15-12 |  |
| Brasil        | 3-0 | Estados Unidos | 15-10 15-11 15-2            |  |

### Grupo B
|  | Equipes classificadas para as semifinais |

|     |        |     | Jogos | Jogos | Jogos | Resultados | Resultados | Resultados | Resultados | Resultados | Resultados | Sets | Sets | Sets  | Pontos | Pontos | Pontos |
| Pos | Equipe | Pts | T     | V     | D     | 3–0        | 3–1        | 3–2        | 2–3        | 1–3        | 0–3        | V    | P    | R     | V      | P      | R      |
| --- | ------ | --- | ----- | ----- | ----- | ---------- | ---------- | ---------- | ---------- | ---------- | ---------- | ---- | ---- | ----- | ------ | ------ | ------ |
| 1   | Canadá | 9   | 4     | 3     | 1     | 3          | 0          | 0          | 0          | 1          | 0          | 10   | 3    | 3.333 | 167    | 122    | 1.369  |
| 2   | Itália | 10  | 4     | 3     | 1     | 2          | 1          | 0          | 1          | 0          | 0          | 11   | 4    | 2.750 | 210    | 143    | 1.469  |
| 3   | Japão  | 8   | 4     | 3     | 1     | 2          | 0          | 1          | 0          | 0          | 1          | 9    | 5    | 1.800 | 179    | 162    | 1.105  |
| 4   | China  | 3   | 4     | 1     | 3     | 1          | 0          | 0          | 0          | 0          | 3          | 3    | 9    | 0.333 | 124    | 160    | 0.775  |
| 5   | Egito  | 0   | 4     | 0     | 4     | 0          | 0          | 0          | 0          | 0          | 4          | 0    | 12   | 0,000 | 90     | 183    | 0.492  |

Ordenamento da classificação: 1) Número de vitórias; 2) Pontos; 3) Razão de sets; 4) Razão de pontos; 5) Confronto direto.
- 29 de julho

|        |     |        |                      |  |
| Japão  | 3-0 | China  | 15-9 15-9 15-8       |  |
| Itália | 3-1 | Canadá | 10-15 15-4 15-6 15-7 |  |

- 31 de julho

|        |     |       |                  |  |
| Canadá | 3-0 | Egito | 15-10 15-9 15-3  |  |
| Itália | 3-0 | China | 15-5 16-14 15-13 |  |

- 2 de agosto

|       |     |        |                              |  |
| China | 3-0 | Egito  | 15-3 15-5 18-16              |  |
| Japão | 3-2 | Itália | 5-15 11-15 15-10 15-10 16-14 |  |

- 4 de agosto

|        |     |       |                  |  |
| Japão  | 3-0 | Egito | 15-6 15-10 15-11 |  |
| Canadá | 3-0 | China | 15-8 15-7 15-3   |  |

- 6 de agosto

|        |     |       |                 |  |
| Canadá | 3-0 | Japão | 15-10 15-8 15-9 |  |
| Itália | 3-0 | Egito | 15-4 15-7 15-6  |  |

## Fase final
Na fase final as seleções disputaram, no máximo, mais três jogos (para as equipas que discutiram as medalhas), em formato de eliminatória.
|  | Semifinal      | Semifinal      |   |              | Final               | Final |  |
|  |                |                |   |              |                     |       |  |
|  | 8 de agosto    |                |   |              |                     |       |  |
|  | Brasil         | 3              |   |              |                     |       |  |
|  | Itália         | 1              |   |              |                     |       |  |
|  |                |                |   |              |                     |       |  |
|  |                |                |   |              | 11 de agosto        |       |  |
|  |                |                |   |              | Brasil              | 0     |  |
|  |                | Estados Unidos | 3 |              |                     |       |  |
|  |                |                |   |              |                     |       |  |
|  |                |                |   |              |                     |       |  |
|  |                |                |   |              | Disputa pelo bronze |       |  |
|  | 8 de agosto    | 8 de agosto    |   | 11 de agosto | 11 de agosto        |       |  |
|  | Estados Unidos | 3              |   | Itália       | 3                   |       |  |
|  | Canadá         | 0              |   |              | Canadá              | 0     |  |

Semifinais
- 8 de agosto — semi-finais

|                |     |        |                      |  |
| Brasil         | 3-1 | Itália | 12-15 15-2 15-3 15-5 |  |
| Estados Unidos | 3-0 | Canadá | 15-6 15-10 15-7      |  |

- 8 de agosto — classificação 5º-8º lugar

|               |     |       |                        |  |
| Coreia do Sul | 3-1 | China | 15-4 15-11 6-15 19-17  |  |
| Argentina     | 3-1 | Japão | 9-15 15-10 15-10 15-11 |  |

Finais
- 10 de agosto — jogo de classificação 9-10

|         |     |       |                            |  |
| Tunísia | 3-2 | Egito | 15-13 15-9 5-15 13-15 15-5 |  |

- 10 de agosto — jogo de classificação 7-8

|       |     |       |                 |  |
| Japão | 3-0 | China | 16-14 15-9 15-6 |  |

- 10 de agosto — jogo de classificação 5-6

|               |     |           |                      |  |
| Coreia do Sul | 3-1 | Argentina | 15-13 9-15 15-9 15-7 |  |

- 11 de agosto — jogo de classificação 3-4

|        |     |        |                  |  |
| Itália | 3-0 | Canadá | 15-11 15-12 15-8 |  |

- 11 de agosto — Final

| 11 de agosto de 1984 Detalhes Súmula | EUA | 3 - 0             | Brasil | Long Beach Convention and Entertainment Center |
| 11 de agosto de 1984 Detalhes Súmula | 15  | Set 1 Set 2 Set 3 | 6 7    | Long Beach Convention and Entertainment Center |

| Cores do Time · Cores do Time · Cores do Time · Cores do Time · Cores do Time · Estados Unidos | Cores do Time · Cores do Time · Cores do Time · Cores do Time · Cores do Time · Brasil |

## Classificação final
Esta foi a classificação final do torneio:
| Pos.              | Equipe         |
| ----------------- | -------------- |
| Medalha de ouro   | Estados Unidos |
| Medalha de prata  | Brasil         |
| Medalha de bronze | Itália         |
| 4                 | Canadá         |
| 5                 | Coreia do Sul  |
| 6                 | Argentina      |
| 7                 | Japão          |
| 8                 | China          |
| 9                 | Tunísia        |
| 10                | Egito          |

## Melhores jogadores
Estes foram considerados os melhores jogadores do torneio:
| - Most Valuable Player (MVP) Steve Timmons - Melhor bloqueador Hugo Conte - Melhor servidor José Montanaro | - Melhor receptor Aldis Berzins - Melhor atacante José Montanaro - Melhor marcador Kang Man-soo |